# Psilocybe wassonii
Psilocybe wassonii es una especie de hongo psilocibio de la familia Hymenogastraceae. Se encuentra en México. 

## Taxonomía
Psilocybe wassonii fue descrita como nueva para la ciencia por el micólogo francés Roger Jean Heim, y la descripción publicada en la revista científica Revue de Mycologie 23(1): 119 en 1958.